# كيث إنجلش
كيث إنجلش (بالإنجليزية: Keith English)‏ هو سياسي أمريكي، ولد في 4 نوفمبر 1967 في سانت لويس في الولايات المتحدة، وتوفي في 28 فبراير 2018 في جفرسون سيتي في الولايات المتحدة. حزبياً، نشط في الحزب الديمقراطي. وقد انتخب عضو مجلس نواب ولاية ميسوري.